# Крестлайн (Огайо)
Крестлайн (англ. Crestline) — селище (англ. village) в США, в округах Кроуфорд і Ричленд штату Огайо. Населення — 4525 осіб (2020).

## Географія
Крестлайн розташований за координатами 40°47′1″ пн. ш. 82°44′44″ зх. д. / 40.78361° пн. ш. 82.74556° зх. д. (40.783638, -82.745490).  За даними Бюро перепису населення США в 2010 році селище мало площу 8,21 км², з яких 8,20 км² — суходіл та 0,01 км² — водойми.

## Демографія
Згідно з переписом 2010 року, у місті мешкало 4630 осіб у 1914 домогосподарствах у складі 1256 родин. Густота населення становила 564 особи/км².  Було 2169 помешкань (264/км²).
Расовий склад населення:
| - 94,1 % — білих - 2,7 % — чорних або афроамериканців - 0,5 % — азіатів - 0,2 % — корінних американців |

До двох чи більше рас належало 2,3 %. Частка іспаномовних становила 1,1 % від усіх жителів.
За віковим діапазоном населення розподілялося таким чином: 26,6 % — особи молодші 18 років, 56,9 % — особи у віці 18—64 років, 16,5 % — особи у віці 65 років та старші. Медіана віку мешканця становила 37,8 року. На 100 осіб жіночої статі у місті припадало 90,7 чоловіків;  на 100 жінок у віці від 18 років та старших — 87,2 чоловіків також старших 18 років.
Середній дохід на одне домашнє господарство  становив 45 456 доларів США (медіана — 36 036), а середній дохід на одну сім'ю — 55 556 доларів (медіана — 46 941). Медіана доходів становила 38 162 долари для чоловіків та 30 023 долари для жінок. За межею бідності перебувало 28,1 % осіб, у тому числі 43,9 % дітей у віці до 18 років та 9,5 % осіб у віці 65 років та старших.
Цивільне працевлаштоване населення становило 1912 особи. Основні галузі зайнятості: освіта, охорона здоров'я та соціальна допомога — 21,7 %, виробництво — 17,2 %, мистецтво, розваги та відпочинок — 15,1 %.